# Trojanski konj
 Ovo je glavno značenje pojma Trojanski konj. Za druga značenja pogledajte Trojanski konj (razdvojba).
Trojanski konj je u starogrčkoj mitologiji drveni konj u kojem su bili skriveni Agamemnonovi vojnici. 
Trojanski vojnici su otvorili u noći vrata gradskih zidina Troje, nasjevši na ahejsku varku. Tako su omogućili nesmetan ulazak napadačke vojske. Ovom ratnom varkom Agamemnonove su postrojbe nakon deset godina bezuspješnog opsjedanja grada osvojile Troju i pobijedili u Trojanskom ratu.

## Galerija
- Trojanski konj ispred Schliemannovog muzeja u Ankershagenu
- Konj iz filma Troja
- Trojanski konj u Stuttgartu